# Gelukkig zijn
Chansons représentant la Belgique au Concours Eurovision de la chanson
Fleur de liberté
(1974) Judy et Cie
(1976)
Gelukkig zijn (« Être heureux ») est une chanson interprétée par Ann Christy pour représenter la Belgique au Concours Eurovision de la chanson 1975 se déroulant à Stockholm.
Outre sa version Eurovision bilingue anglais-néerlandais, la chanson a également été enregistrée par Ann Christy dans des versions en allemand sous le titre Wenn keiner mehr zu dir steht (« Quand plus personne est avec toi ») en français sous le titre L'Histoire du bonheur ainsi qu'entièrement en anglais sous le titre Could It Be Happiness (« Pourrait-il être le bonheur ») et en néerlandais.

## À l'Eurovision
Au premier couplet et refrain, la chanson est interprétée en néerlandais, l'une des langues nationales de la Belgique, les autres couplets ainsi que les dernières répétitions du refrain sont en anglais, le choix de la langue à l'Eurovision étant libre entre 1973 et 1976. L'orchestre est dirigé par Francis Bay.
Gelukkig zijn est la 7e chanson interprétée lors de la soirée, suivant Singing This Song (en) de Renato (en) pour Malte et précédant At va'ani de Shlomo Artzi pour Israël.
À la fin du vote, Gelukkig zijn obtient 17 points et se classe 15e et dernière sur les 19 chansons participantes,.

## Liste des titres
| A1. | Gelukkig zijn                      | Mary Boduin (nl) | Mary Boduin     | 3:03 |
| B1. | Er is zoveel verdriet in de wereld | Nelly Byl        | Luigi Verderame | 3:09 |

## Classements

### Classements hebdomadaires

#### Gelukkig zijn
| Classement (1975)                      | Meilleure position |
| -------------------------------------- | ------------------ |
| Belgique (Flandre Ultratop 50 Singles) | 6                  |
| Belgique (Flandre Vlaamse top 10)      | 1                  |

| Classement (2009)                         | Meilleure position |
| ----------------------------------------- | ------------------ |
| Belgique (Flandre Back Catalogue Singles) | 20                 |

#### Could It Be Happiness
| Classement (1975)                      | Meilleure position |
| -------------------------------------- | ------------------ |
| Belgique (Flandre Ultratop 50 Singles) | 16                 |

## Historique de sortie
| Pays      | Titre                 | Date | Format    | Label                         |
| --------- | --------------------- | ---- | --------- | ----------------------------- |
| Belgique, | Gelukkig zijn         | 1975 | 45 tours  | Elf Provinciën                |
| Belgique, | L'Histoire du bonheur | 1975 | 45 tours  | Omega International           |
| Belgique, | Could It Be Happiness | 1975 | 45 tours  | Omega International           |
| Allemagne | Ariola                | 1975 | 45 tours  |                               |
| Allemagne | Ariola                | 1975 | 45 tours  | Wenn keiner mehr zu dir steht |
| France    | L'Histoire du bonheur | 1975 | 45 tours  | Biram                         |
| Suède     | Could It Be Happiness | 1975 | 45 tours  | Polar                         |
| Belgique  | Gelukkig zijn         | 1998 | CD single | AMC                           |